# Hofstätt (Bichl)
Hofstätt ist ein Ortsteil der Gemeinde Bichl im oberbayerischen Landkreis Bad Tölz-Wolfratshausen. Der Weiler liegt circa einen Kilometer östlich vom Bichler Ortskern und etwa 400 Meter südwestlich vom Bad Heilbrunner Ortsteil Obersteinbach. Nordöstlich fließt der Steinbach vorbei.
Der Ort gehört zur römisch-katholischen Pfarrei Benediktbeuern.

## Geschichte
Die Geschichte des „Hasch“-Hofs reicht bis ins 15. Jahrhundert zurück. Der zweite Hofstätter Hof, die „Ludlmühle“, besteht seit 1634.
| Jahr | Einwohner | Gebäude (ab 1885 nur Wohngebäude) |
| ---- | --------- | --------------------------------- |
| 1864 | 22        | 6                                 |
| 1871 | 17        | 7                                 |
| 1885 | 27        | 2                                 |
| 1900 | 20        | 2                                 |
| 1925 | 29        | 2                                 |
| 1950 | 20        | 3                                 |
| 1970 | 14        |                                   |
| 1987 | 18        | 3                                 |